# Petit Eva: Evangelion@School
Petit Eva: Evangelion@School (ぷちえゔぁ〜EVANGELION@SCHOOL〜 Puchi Eva ~Evangerion Atto Sukūru~?) es una serie de 7 OVA publicada 2007. Es una parodia de Neon Genesis Evangelion en un estilo super deformed 3D, muda y a cargo de los estudios Gainax y XEBEC.

## Argumento
La serie es una parodia a Neon Genesis Evangelion en el que todo el elenco de la serie original son ahora los estudiantes que todos los días va a la escuela secundaria juntos en Tokio-3. La serie cuenta aparte con tres "hermanas Rei": una es una niña más joven que el resto en base de "Rei I"(la Rei vista en el "flashback" del episodio 21), el segundo se basa en "Rei II" (la Rei vista la mayor parte de la serie normal) y la tercera es Rei III(basada en la hiperactiva y torpe "alternativa Rei" que se ve en mundo feliz en el episodio final de la serie original). Además, Evangelion Unidad 01 en sí es uno de sus compañeros de clase, pero esta vez como un robot de tamaño humano que actúa como una especie de matón de la clase.

## Lista de episodios

### OVA 1
Shinji se sienta a almorzar en la escuela, pero entonces Eva-01 (el matón de la escuela) se sienta a su lado y comienza a comer un "almuerzo" que consiste en baterías. Eva-01 le pide a Shinji su comida, y él le ofrece una pieza. A Eva-01 le gusta y, en cambio, insiste a que Shinji coma una de las baterías de su almuerzo. Para ser cortés, Shinji se traga la batería, pero esto anima a Eva-01 a continuación, cambiar su cajas de almuerzo completo, y de seguir siendo educado, Shinji ahoga por el resto de las baterías. Shinji se muestra a continuación, dejando un puesto de cuarto de baño con una expresión muy dolida.

### OVA 2
Shinji, Eva-01, Asuka y Rei II barren y limpian del aula. Tan pronto como el director Gendo sale de la habitación, Asuka, Shinji y el EVA 01 empiezan a jugar béisbol, mientras Rei II se queda callada, luego Gendo regresa y todos están limpiando y están callados, al salir, vuelven a jugar. Esto sucede repetidamente (cada vez más rápido) y al final Gendo descubre que juegan en vez de limpiar.
Existe otro episodio similar, pero este muestra la perspectiva de lo que Gendo hizo al salir del aula. En efecto, Shinji, Eva-01, Asuka y Rei II barren y limpian el aula. Cuando Gendo sale, sostiene un ramo de flores, las cuales son para Rei II. Gendo intenta buscar una forma para dárselas y empieza a "ensayar" su entrega. Haciendo una pausa en su ensayo para entrar al aula y ver a los demás "supuestamente" limpiando, haciendo esto repetidamente (como se vio en el episodio anterior). Luego de descubrir que todos juegan en vez de limpiar, Gendo sale de nuevo y empieza a sobreactuar su entrega para Rei II, pero esto hace que las flores se desbaraten, dejando cientos de pétalos regados por el suelo, y sin darse cuenta de que Misato presenció todo el "acto". Al final, se muestra una escena en la que Gendo barre los pétalos bajo la vigilancia de Misato.
En ese mismo episodio, que se divide en tres mini-historias, esta Rei II, Eva-01, Asuka y Shinji en el patio de la escuela haciendo un baile, entre los arbustos esta Kensuke con su videocámara, está espiando a Asuka, de pronto llega Gendo y lo descubre pero en lugar de castigarle, le pide prestada la cámara para espiar a Rei, de pronto llega la profesora Misato y golpea a ambos por mirones.
En la última historia es lo que sucedió antes de que Shinji y Eva-01 compitieran por ver quien pasearía a Rei I (Ova 06) en principio la que caminaba no era Rei II si no Asuka, ambos tanto Shinji como Eva-01 la invitan a subir a sus bicicletas, pero Asuka se rehúsa. Shinji ve a Rei II a lo lejos y decide dejar a Asuka e ir por Rei II, Eva-01 hace lo mismo. Poco después Asuka está sentada en la ladera del río y los ve pasar, pero de pronto de la bolsa de Rei II cae un libro el cual rebota, y le pega en el ojo a Asuka, esta se enoja y sube a su bicicleta para darles una paliza a los tres.

### OVA 3
Rei I se despierta y se prepara para ir a la escuela, utilizando una wafflera automática, como una máquina de forma instantánea vestirse. Desafortunadamente, ella hace un giro equivocado en el camino a la escuela y termina cerca de un bosque. Mientras tanto, Shinji está en camino a la escuela, pero un pájaro gigante se posa en un cable eléctrico, y defeca en Shinji, enterrarlo en un montón de excrementos. Luego, Rei I corre como el viento para llegar a la escuela a tiempo, pasa zumbando por Shinji tan rápido que la onda de choque de la corrida saca todos los excrementos fuera de él y le hacía limpio de nuevo. Rei I llega a la escuela, que sale de la tierra (como Tokio-3) con sólo pulsar un botón en la puerta.

### OVA 4
Shinji, Asuka y Rei I están caminando por Tokio-3 para llegar a la escuela, y en el camino se unen a Eva-01. Un misterioso desconocido que llevaba un traje de fantasma sigue a los niños. Cuando llegan a la escuela, el extraño trata de asustar a los niños, agitando los brazos como un fantasma, pero es ignorado por los niños. Mientras tanto, Rei III corre feliz, porque ella tiene un billete de 1.000 yenes y se va a una panadería para comprar un pastel de postre. Lamentablemente, cuando llega allí el panadero le dice que la torta en realidad cuesta ¥ 1.050 yenes. Rei III se altera y comienza a llorar, pero entonces el misterioso del traje de fantasma camina y pone una moneda de 50 yenes en el mostrador y después se retira rápidamente. Rei III sale feliz con su pastel, entonces ve al extraño en traje de fantasma y lo sigue para poder agradecerle. El del traje trata de decirle que se fuera, pero Rei III pisa la tela del traje mientras se aleja. Esto hace que su traje se caiga, y se revela que el "fantasma" es en realidad Kaworu.

### OVA 5
Mientras camina a la escuela, Shinji cae en un agujero profundo, que lo lleva a una caverna subterránea donde Eva-01 practica de movimientos de lucha. Eva 01 se asusta y procede a perseguir Shinji: cada uno de ellos cava túneles muy rápido, ya que se persiguen a través de la tierra. A continuación, empiezan a salir a la tierra como los conejos. Shinji intenta evadir a EVA 01, sin embargo, sale de la tierra, justo debajo de Asuka, lo que le hace poder ver bajo su falda. Impresionada, Asuka salta de distancia, luego, pasa lo mismo con Eva-01 , por lo que ella , furiosa, arroja a los dos a través de la escuela. Ambos están heridos, pero en lugar de seguir luchando, Eva-01 le da un golpe saludo (a obtener un vistazo a las falda de Asuka) a Shinji, que le devuelve con un pulgar hacia arriba.

### OVA 6
Consta de tres cortos: 
En el primer corto, la profesora Misato lanza tiza a Shinji porque este duerme en clase. 
En el segundo corto, Rei I pasa una nota en la clase a Shinji, que piensa que ella siente algo por él. 
En el tercer corto , Shinji y EVA 01 compiten entre ambos quien paseará a Rei I y luego, Asuka los derrumba con su bicicleta.

### OVA 7
Shinji, Rei I, Asuka, y Eva-01 abandonan la escuela al final del día. Eva-01 recuerda que dejó algo en el edificio. Shinji recuerda que alguien le llamó, que estaba vestido de fantasma y le pide que baje el cierre que tiene atrás, al bajarlo, Shinji se da cuenta de que era Misato. Mientras tanto, Rei I camina hacia su hogar, pero en el camino a través de un bosque se encontró con un niño completamente cubierto de barro, que se derrumba. Rei I trae al niño a su casa y le lava el barro que tiene, revelando que es Rei II. Rei I empuja a Rei II a su wafflera automática para vestirse, y ella se sale vistiendo el traje amarillo que llevaba en el último episodio de la serie original. Luego las tres Rei desayunan juntas.
Al día siguiente, Asuka, Rei I y Shinji miran a EVA 01, que está haciendo malabarismo con platos, palos y una pelota de playa. Shinji intenta hacer lo mismo, pero la pelota va a la cabeza de Gendo, los otros niños corren de miedo, quedando Shinji, Gendo lo mira y se va sin regañarlo, aliviándolo. Mientras Rei III habla con el fantasma (que es Kaworu) en la tienda. Shinji vuelve a su casa y ve a su madre, Yui, cocinando y se va a ver la televisión. De noche, mientras Gendo está en el baño, Shinji le cuenta a su madre lo del incidente con la pelota de playa. Más tarde, Gendo va a la habitación de Shinji (que ya dormía) y empieza a recordar cuando él, Yui y Shinji cuando era bebé, estaban en un pícnic y Shinji le pide un pedazo de un onigiri de su canasta de pícnic, y Gendo le da una.

### OVA 8
Aparece en ángel Sachiel atacando la ciudad, de pronto a lo lejos Shinji se duerme en clase y Eva-01 se saca un moco de la nariz y lo arroja por la ventana, este vuela y se le pega a Sachiel justo en la frente, se da cuenta y se molesta, corre a la escuela para encontrar al culpable.
Llega y Eva-01 salta por la ventana para encargarse de él, pero al diferencia de tamaños es muy notable, por ello es derrotado y pisoteado varias veces, Rei I sugiere que debe ser por falta de energía, Asuka consigue una extensión y obliga a Shinji a acercarse al lugar de la batalla para conectar al Eva-01. Shinji corre renuente y al ver que el ángel se da cuenta, este disimula buscando un lente de contacto y logra conectar a Eva-01 este crece, aprieta a Sachiel, lo encoge y lo avienta. A lo lejos camina Rei III la cual lo atrapa y ve que tiene un moco pegado en la frente, lo lava en el río y cuelga para que se seque.

### OVA 9
Un meteorito se acerca a la tierra (Parece ser Leliel el 12° Ángel) en la escuela está el fantasma Kaworu usando la cal para pintar el campo de soccer para hacer un dibujo de fantasma y en el centro un objetivo (diana), para que ahí impacte el meteorito. La maestra Misato, Rei I y Shinji están en clase, pero observan extrañados lo que hace Kaworu. El meteorito se estrella con la escuela y se desvía un poco, en ese momento Eva-01 se saca un moco y lo avienta por la ventana este al parecer se lo come Leliel, se comprime y explota. 
Kaworu frustrado queda viendo al cielo, de pronto algo se acerca es un Eva Serial (Eva Mass) y se van caminando, a un lado Gendo y Fuyutsuki solo observaron lo sucedido al igual que los demás con total desconcierto. Un episodio muy extraño.

### OVA 10
Kensuke y Touji viajan montados en un pequeño metro a través de toda la ciudad. Se detienen por Hikari para pedirle un almuerzo y también les acompaña en su viaje. En una parte esta Rei III comiendo una paleta de dulce, y de pronto de la tierra emerge Shamshel (El 4° Ángel) y le quita la paleta a Rei III. Llega el metro en el cual van montados Hikari, Kensuke y Touji, y lo atropella. Touji le regresa su paleta a Rei III al irse llega Rei II y hace de Shamshel un carrito de juguete para Rei III. 
Llegan al desierto, los tres bajan del metro y anochece.

### OVA 11
Consta de dos partes:
En la primera, Asuka va camino a la escuela para después toparse con Israfel (el séptimo ángel), quién la reta a una pelea. Asuka accede. En ese momento aparece la wafflera de Rei, con la que Asuka cambia su ropa a su habitual traje rojo de batalla del Eva-02, y pelea con Israfel (sin éxito, pues éste se convierte en dos). Al ser derrotada, Asuka pide ayuda a Shinji (bueno, obliga a Shinji a que le ayude), quien accede a pesar de su cobardía. Ambos entrenan en una montaña lejana, la cual escalan hasta llegar a la cumbre. Ya en la cima, Asuka accidentalmente empuja a Shinji, y este cae al vacío.
En la segunda parte encontramos a Eva-01 pescando a orillas de un río, cuando de repente su caña de pescar atrapa algo, y lo jala con fuerza fuera del agua, para darse cuenta de que es Shinji inconsciente. Eva-01 se asusta e intenta revivirlo con golpes en la cara, pero solo logra hacerle un chichón en la cara. En eso aparece Asuka quién "revive" a Shinji con un beso. Al despertar, Shinji se sonroja pero Asuka no le da importancia y se lo lleva de nuevo. Mientras tanto, Rei III se encuentra en las afueras y lleva su mochila de Sachiel, juega en la arena, pero es molestada por Israfel (dividido en dos). Shinji y Asuka aparecen, con sus respectivos trajes de batalla, y pelean con los dos Israfel a los cuales vencen (utilizando el mismo baile unísono usado en la serie original). Al vencerlos, los dos Israfel se convierten en muñecos y caen cerca de Rei III, quién aún juega en la arena.
Por la noche, Shinji y Asuka celebran su victoria durante la cena, y le cuentan a Yui lo ocurrido. En eso aparece Gendo en su habitual escritorio, Shinji también le cuenta lo sucedido, pero Gendo no muestra entusiasmo y les recuerda a Shinji y Asuka que no fueron a la escuela. Ambos lo recuerdan y terminan avergonzados.

### OVA 12
Shinji camina en el desierto, y está muy sediento. Entra en una casa y hay una llave de agua la abre y se inunda toda la casa.
Shinji luego sale de la casa para investigar que ocurrió pero sale una mano y lo levanta, lo sienta en una banca, y le dice que espere, de pronto empieza a asustarlo haciendo muecas y caras a través de una cortina. La habitación se llena y se vacía de un líquido café, y de atrás de la cortina sale un gato que le dice que puede pasar.
Shinji entra y hay un Chelo (instrumento que toca Shinji en la serie), toca una nota. Cae un muro y ahí se encuentra Kaworu, Rei I y Asuka tocando violines. Shinji queda desconcertado.
Es un día lluvioso, Rei I esta en casa, Rei III en el parque y Rei II corre entre la lluvia.
Rei II llega al parque con Rei III, esta le dice que tiene hambre y que quiere ir a casa. Mientras Rei I preocupada por la hora sale a comprar algo de comer con Hikari. Va por ellas al parque y las tres van a casa a comer.

### OVA 13
Aparece Zeruel (El 14° Ángel) molestando a unas personas. Estas corren a la escuela a pedir ayuda a Eva-01 y este a su vez manda a Shinji a que le dé una golpiza a Zeruel, Shinji está aterrado al ser perseguido por Zeruel, ambos caen en el agujero donde Eva-01 está entrenando golpes de combate. Eva-01 aplica la técnica de mocos, sacando un par y persiguiendo a Zeruel a través de los túneles. Salen en el patio de la escuela donde se los arroja, pero este tropieza y los mocos pasan de frente, ahí caminan Asuka y Rei I, en un acto de velocidad y reflejos esta última arroja dos papeles sanitarios para enviar los mocos a la basura. Regaña a Eva-01 por tan asqueroso acto y Zeruel esta totalmente agradecido con Rei I.
Rei I despierta enferma, y Rei II se encarga de ella y la mantiene en cama. Ya en la escuela Shinji saluda a todos sus compañeros de clase, llega Rei II que ha ocupado el lugar de Rei I (usando su uniforme como "disfraz") e imita el saludo, aunque su efusividad es demasiada. Tanto que asombra a todos participando en clase, saltando de alegría e incluso comiendo con un enorme apetito a la hora del almuerzo. Asuka siempre perspicaz se da cuenta de que no es la Rei que todos conocen, y en efecto, al hacérselo notar, Rei II se desenmascara por sí sola. Ya en casa Rei II lleva a todos los compañeros de clase a visitar a la repuesta Rei I.

### OVA 14
En la escuela la profesora Misato pasa asistencia. Pero Eva-01 no está, se encuentra a la orilla del río junto con Zeruel el cual está pescando, aparecer una esfera azul en el agua. La cual se come a Zeruel y se marcha, atraviesa la ciudad y se topa con el pájaro que siempre lanza excremento y lo come también. La esfera llega a la escuela donde Shinji se está durmiendo, los compañeros de clase la ven y los absorbe, la maestra Misato intenta golpearla pero es arrastrada por la ventana, Touji la salva aventándose contra la esfera y Shinji atrapa a Misato, este cae y finalmente Eva-01 atrapa a ambos. 
Todos bajan a ver la esfera flotante, y Eva-01 le dice a Shinji que él se encargara de ella. Se avienta contra la esfera y esta se lo come. La maestra Misato organiza un ataque conjunto pero la esfera se come a todos solo dejando a Kensuke que al igual que todos es devorado por la esfera que se aleja.
Gendo y Fuyutsuki en el patio de la escuela solo observan la esfera, de pronto Gendo avienta a Fuyutsuky a la esfera, la cual lo devora sin problemas. La esfera sigue creciendo y devora a Gendo, aparece Kaworu con el Eva Serial, que observan a la distancia a la esfera, Kaworu activa un botón para hacer despegar la torre de la escuela. Esto destruye la esfera y todos los devorados son liberados.

## Ángeles
Aparecen algunos ángeles de la serie original:
Sachiel: el tercer ángel, luchó contra el Eva-01 debido a que este lanzó un moco que impacto en su frente, fue derrotado por este y aplastado, Rei III lo encuentra, lo lava y lo cuelga para que se seque, más tarde es usado por ella como un simple peluche.
Shamshel: el cuarto ángel, le robo una paleta a Rei III, luego fue atropellado por el metro en el que iban Kansuke, Touji e Hikari, luego de esto Touji le devuelve la paleta a Rei III y más tarde aparece Rei II, que convierte a Shamshel en un carrito de juguete para Rei III.
Israfel: el séptimo ángel, fue derrotado por Shinji y Asuka, más tarde (siendo pequeño como un peluche) cae enfrente de Rei III, no se sabe si se quedó con ellos.
Kaworu (Trabis): el decimoséptimo ángel, aparece disfrazado de fantasma, aunque se ha quitado el disfraz en algunas ocasiones, se hizo amigo de Eva Serial (Eva Mass).
Zeruel: atacó a unos estudiantes y luego a Shinji, el Eva-01 lo persiguió para atacarlo con sus mocos. no fue derrotado, al contrario, se enamoró de Rei I y se hizo amigo del Eva-01.
y posiblemente:
Leliel: Aparece como una esfera azul. Aunque es muy diferente a comparación de su homólogo en el anime se presume que podría ser él debido a que se trago a todos incluyendo al EVA 01.
Sahaquiel: El decimosegundo ángel, cayó como un meteoro desde el cielo, Kaworu quería que se impactase contra él, luego se estrella contra la escuela cambiando un poco su curso, se trago un moco del Eva-01 haciendo que explote.